# Falcón
Falcón (tiếng Tây Ban Nha: Falcón, đọc là Phan-côn) là một bang tại miền tây Venezuela. Thủ phủ của bang là thành phố Santa Ana de Coro. Falcón có diện tích 24.800 km² và dân số khoảng 900.000 người, đứng thứ 11 về dân số trong các bang của Venezuela. Bang tiếp giáp với vịnh Venezuela về phía bắc, biển Caribe về phía bắc và phía đông, giáp với các bang Yaracuy và Lara về phía nam, và bang Zulia về phía tây.

## Tên gọi
Bang được đặt tên theo Juan Crisóstomo Falcón, tổng thống Venezuela từ năm 1863 đến 1868.

## Nhân khẩu
Theo thống kê nhân khẩu năm 2011 của Venezuela, cơ cấu chủng tộc của cư dân Delta Amacuro như sau:
| Chủng tộc      | %    |
| -------------- | ---- |
| Người lai      | 55,7 |
| Người da trắng | 38,9 |
| Người da đen   | 4,8  |
| Chủng tộc khác | 0,6  |

## Kinh tế
Hoạt động kinh tế chính của bang Falcón là nông nghiệp, với các sản phẩm chính là dừa, hành tây, ngô, cà chua, dưa hấu, dưa bở, cà phê, lô hội và đậu.
Với đường bờ biển dài, đánh cá cũng đóng vai trò quan trọng trong nền kinh tế của Falcón.
Các hoạt động công nghiệp chính của Falcón là khai thác dầu mỏ và kim loại.